# San Miguel (Leyte)
San Miguel ist eine philippinische Stadtgemeinde in der Provinz Leyte. Sie hat 19.420 Einwohner (Zensus 1. August 2015).

## Baranggays
San Miguel ist politisch in 19 Baranggays unterteilt.
| - Bagacay - Bahay - Bairan - Cabatianuhan - Canap - Capilihan - Caraycaray - Libtong (East Poblacion) - Guinciaman - Impo - Kinalumsan | - Lukay - Malaguinabot - Malpag - Mawodpawod - Patong - Pinarigusan - San Andres - Santa Cruz - Santol - Cayare (West Poblacion) |